# タゾ
タゾ・ティー・カンパニー（英語:Tazo Tea Company）は、アメリカ合衆国に本社を置く紅茶とハーブティーの製造及び卸売業者。現在はCVC キャピタル・パートナーズ傘下のリプトン・ティーアンドインフュージョンの子会社である。

## 歴史

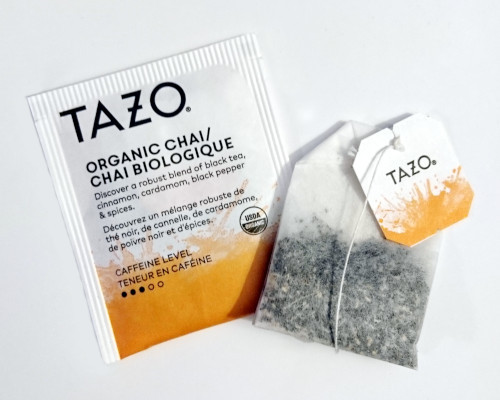
2021年に販売されているティーバッグ

タゾは1994年にスティーブ・スミス（2006年に引退）と彼のビジネスパートナーであったスティーブン・リー、トム・メッシャーによってオレゴン州ポートランドで設立された。リーとスミスはやはりポートランドで1972年に「スタッシュ・ティー・カンパニー」 (Stash Tea Company) を共同設立していたが、スタッシュ・ティー・カンパニーは1993年の秋に山本山に買収されていた。
スミスは多くのレストランや食物店、喫茶店でタゾティーを支持してもらうために食物サービス産業内の様々なコネを利用した。その中で投資元として選ばれたのがスターバックスの最高経営責任者であるハワード・シュルツであった。スミスは1998年にシュルツに接近し、1999年に同社はスターバックスによって810万ドルで買収された。スターバックスは、茶のブランドをティーバナに統一することを決定。2017年にタゾ・ティーは、3億8400万ドルでユニリーバに売却された。2021年にユニリーバは茶事業からの撤退を決定、2022年にリプトンなどと共にCVCキャピタル・パートナーズに売却された。
アメリカではティパックおよび瓶入り飲料としてスーパーマーケットなどで広く販売されている。
2012年10月には、タゾ名義で紅茶専門店をオープンした。新店舗はシアトルのユニバーシティビレッジにあり、広さは158平方メートル（1700平方フィート）ほど。80種類以上のリーフティーのほかペイストリーなどの焼き菓子、箱入りチョコレートなどが販売されていた。同店は、2013年にティーバナの店舗に改装された。

## マーケティング
タゾは「ニューエイジ」スタイルのマーケティングや商品のラベリングを行っている。例えば、以前はあらゆる箱に「公認されたティー・シャーマンによって祝福されたもの」（Blessed by a certified tea shaman）というラベルが貼られていたほか、最初のキャッチフレーズは「お茶の輪廻」（The Reincarnation of Tea）であった。ロゴには少し変更されたエグゾデ書体が使われていた。